# محمد حسين كاشف الغطاء
محمد حسين آل كاشف الغطاء هو عالِم شيعي ولد في مدينة النجف سنة 1294 هـ / 1876م. وهو من عائلة شاركت مشاركة فعالة في صنع تاريخ النجف العلمي، حيث تزعمت الحركة الدينية فيها نحو مائة وثمانين سنة منذ هجرة جدها الأعلى الشيخ خضر بن يحيى المالكي إلى النجف، والذي خلفه نجله الشيخ جعفر الكبير صاحب كتاب كشف الغطاء المعروف.

## اسمه ونسبه
الشيخ محمد حسين بن الشيخ علي بن الشيخ محمّد رضا كاشف الغطاء، وينتهي نسبه إلى مالك الأشتر النخعي، وبالتالي إلى قبيلة النخع اليمانيه الاصل وفرعها في العراق ماتعرف بعشيره بني مالك إحدى القبائل العربية.

## دراسته ومكانته العلمية
بعد إكماله دراسة مرحلة المقدمات، انتقل إلى مرحلة السطوح فدرس أصول الفقه على آية الله الشيخ محمد كاظم الخراساني، ودرس الفقه على رضا الهمداني، وكاظم اليزدي، ودرس الأخبار والحديث على حسين النوري الذي أجازه بالحديث عنه، ودرس الكلام والحكمة على الشيخ أحمد الشيرازي، ومحمد باقر الاصطهبانائي، ومحمد رضا النجف آبادي.

## مؤلفاته
نذكر منها ما يلي:
- المثل العُليا في الإسلام لا في بحمدون
- العبقات العنبرية في الطبقات الجعفرية
- صحائف الأبرار في وظائف الأسحار
- مبادئ الإيمان في الدروس الدينية
- التوضيح في بيان ما هو الإنجيل والمسيح
- مغني الغواني عن الأغاني
- نبذة من السياسة الحسينية
- الأرض والتربة الحسينية
- الميثاق العربي الوطني
- أصل الشيعة وأُصولها
- المحاورة بين سفيرين
- المراجعات الريحانية
- نقض فتاوى الوهابية
- الفردوس الأعلى
- وجيزة المسائل
- الدين والإسلام
- الآيات البينات
- تحرير المجلة
- جنة المأوى
- عقود حياتي

### كتاب أصل الشيعة وأصولها
كتاب أصل الشيعة وأصولها، كتاب يتمحور حول التعريف بنشأة التشيع وخطوطه العامّة وأصوله الأساسية. وقد بذل الشيخ كاشف الغطاء جهوداً للتعريف بتاريخ التشيع والأصول المجمع عليها بين أعلام الطائفة مع ردّ الشبهات المثارة منزها التشيع مما اتهم به من الغلو وغيره من التهم التي لا تستند إلى أي ركيزة علمية.
وحاول تغيير وجهة نظر بعض علماء أهل السنة حول المذهب الإمامي الإثني عشري، متجنبا الخوض في المسائل التي تذكي نار الخلاف وتؤجج العداوة بين المسلمين.
يتوفر الكتاب على مقدمة مفصلة ثم الخوض في غمار أبحاث الكتاب وفصوله من قبيل الجذور التاريخية لنشأة التشيع واصول الدين عن الشيعة الإمامية، مع بيان رؤية الشيعة لكل من الصلاة والصوم والحج والزكاة والزواج المنقطع والقضاء والصيد والأطعمة والأشربة وفيما خص خاتمة الكتاب للحديث عن بعض الموضوعات التي تعدّ من الأبحاث الضرورية كالبداء والتقية.
صدرت الطبعة الأوّلى للكتاب سنة 1351هـ ق الموافق لسنة 1932م طبع صيدا.

## رحلاته
كانت الرحلة الأولى في بداية شهر شوال سنة 1328هـ قاصداً مكة لأداء فريضة الحج، ثم عرَّج على دمشق وبيروت، وأخذ يتنقل بينهما نحو شهرين.ثم أقام في صيدا عدة شهور، وطبع عدة كتب من مصنفاته، وأشرف على طبع بعض الكتب العلمية والأدبية وعلق عليها.
ثم سافر من صيدا إلى القاهرة ليبقى فيها أكثر من ستة أشهر، اجتمع فيها إلى علماء الأزهر يأخذ عنهم ويأخذون عنه، ثم حاضَرَ في الأزهر الشريف وفي الكنائس مفنّداً مزاعم المبشّرين.
سافر إلى فلسطين عام 1350 هـ ليحضر المؤتمر الإسلامي المعقود في القدس، ولما حضر المسجد الأقصى دُعي للخطابة والصلاة بجميع المشاركين في المؤتمر آنذاك، وتجول بعد ذلك في مدن فلسطين كحيفا ويافا ونابلس.
وفي عام 1352هـ سافر إلى إيران فأقام صلاة الجمعة في جميع المدن التي زارها، وألقى الخطب، واتصل بالعلماء الأعلام هناك، كما زار إيران في عامي 1366 هـ، 1367هـ. وفي عام 1371هـ سافر إلى باكستان بدعوة من حكومتها، فشارك خير مشاركة في مؤتمر لمعالجة الشؤون الاجتماعية والسياسية في الدول الإسلامية، وقد كانت له الباع الطويلة في فضح دسائس الاستعمار التي أراد المستعمرون إدخالها في مقررات ذلك المؤتمر.

## مواقفه
لم يصرفه الانشغال في التدريس والتصنيف عن الجهاد في سبيل الله، فقد شارك مع السيّد محمد اليزدي وغيره من العلماء في المضي إلى سوح الجهاد في الكوت أمام قوات الإنكليز، كما أنه كان أبرز المؤيدين للنهضة الإصلاحية في العالم الإسلامي، ولم تزده محاولات الاستعمار للتفرقة الطائفية المذهبية بين أبناء الشعب العراقي إلاّ إصراراً على مكافحة هذا المرض الوبيل بالقول النافع والعمل الجاد الدؤوب الذي قطع الطريق على المصطادين في الماء العكر، وبذلك كان مرجع الأمة الإسلامية بمختلف مذاهبها لأنهم أعطوه الثقة الكاملة لما وجدوه فيه من طهارة الذات ونبل المقصد وصلابة الموقف وحصافة الرأي وبعد النظر، ولولا مواقفه السامية الخالدة هذه لوقعت الفتنة الكبرى والطامة العظمى.
لقد كان يؤمن بأن أهم وظائف العالم وواجباته الأولى: معالجة الشؤون السياسية وفهمها حق الفهم. وقد أعطى تعريفاً للسياسة بأنها «الوعظ والإرشاد والنهي عن الفساد، والنصيحة للحاكمين بل لعامة البلاد، والتحذير من الوقوع في حبائل الاستعمار والاستعباد ووضع القيود والأغلال على البلاد وأبناء البلاد».
وقد سنحت له الفرصة بزيارة السفير البريطاني لمدينة النجف واجتماعه به يوم 20 جمادى الأولى 1373 هـ / 1953م، فواجهه بالمنكرات التي أقدم عليها الإنكليز في كافة أنحاء العالم، بما فيها سعيهم إلى ضياع فلسطين وسقوطها بأيدي اليهود ومساعدتهم على استعمارها أرضاً وشعباً، ثم تهجيرهم إلى كل حدب وصوب.
ثم كان له لقاء بالسفير الاميركي، فواجهه أيضاً بما لأمريكا من اليد الطولى في تثبيت إسرائيل بأرض فلسطين، وما تسبب عن ذلك من أعمال وحشية يندى لها جبين الإنسانية.
وكانت أبرز مواقفه رفضه حضور مؤتمر بحمدون الذي روّجت له أبواق الاستعمار، بل كان رده على دعوة الحضور حاسماً بليغاً جداً، مع كتاب في خدمة الأمة الإسلامية والذب عن حماها في مواجهة الاستعمار الكافر وهو كتاب «المُثُل العليا في الإسلام لا في بحمدون».

لقد كانت الدعوة موجهة له من قبل نائب رئيس جمعية أصدقاء الشرق الأوسط في أميركا لحضور مؤتمر لرجال الدين من المسلمين والمسيحيين يعقد في لبنان لبحث القيم الروحية في الديانتين والأهداف المشتركة وموقف الديانتين من الشيوعية، وقد كان موقفه رفض الحضور مع بيان مثالب الحضارة الغربية القائمة على ضرب القيم الروحية، لذلك خاطبه في هذا الكتاب: 

## مكتبته
أسس مكتبة عامة موقوفة تكون بمثابة الصدقة الجارية التي تنفعه بعد مماته، فجدّد مدرسة جده الأعلى الشيخ جعفر الموقوفة وبنى جناحاً إلى جنبها خصَّصه للمكتبة، وكتب على جبهتها هذا البيت الناطق بملكيتها من قبل طلاب العلم:

## وفاته
لقد ألمت به وعكة صحية قبل وفاته بشهر مما استدعى دخوله للمستشفى في بغداد، ورغم ذلك لم يبتعد عن أعماله التي كان يقوم بها من مقابلة الناس له وقضاء حوائجهم، ففضل أن يقضي بعض أيامه في قرية (كرند). سافر إليها ليلة السبت 16 ذي القعدة، وبعد ليلتين اعتراه عارض مفاجئ، ففاضت روحه في صباح ليلة الاثنين 18 ذي القعدة 1373هـ، ودفن بمقبرة وادي السلام في مدينة النجف.